# Тихомиров, Олег Константинович
Оле́г Константи́нович Тихоми́ров (4 апреля 1933, Пенза — 22 февраля 2001, Москва) — советский и российский психолог, специалист в области психологии мышления. Доктор психологических наук (1968), профессор (1971), заслуженный профессор Московского университета (1998). Заведующий кафедрой общей психологии факультета психологии МГУ (1990—1999).

## Биография
O.K. Тихомиров родился 4 апреля 1933 в Пензе. В возрасте пяти лет переехал с родителями в Москву. Мать — Любовь Степановна Тихомирова, 1903 года рождения, до выхода на пенсию трудилась экономистом на московском предприятии. Отец — Константин Михайлович Тихомиров, 1903 года рождения, инженер и журналист, погиб в 1942 г. на фронте.
Учился в московской мужской средней школе № 466 (на Таганке) вместе с народным артистом России И. К. Кашинцевым, многие годы выступающим на сцене театра имени Вл. Маяковского.
Окончив в 1951 г. школу с золотой медалью, O.K. Тихомиров поступил на отделение психологии философского факультета МГУ, которое закончил ва 1956 году и поступил туда же в аспирантуру. В 1959 году защитил под руководством А. Р. Лурия кандидатскую диссертацию «Роль речи в регуляции движений у детей дошкольного возраста». В 1968 году защитил докторскую диссертацию «Структура мыслительной деятельности» и в том же году стал профессором факультета психологии МГУ.
После окончания аспирантуры в 1959 г. полгода работал в психологической лаборатории Института общей и судебной психиатрии им. В.П. Сербского. 
С 1971 по 1976 гг. заведовал лабораторией психологических проблем автоматизации умственного труда в Институте психологии Академии наук СССР.
9 июля 1990 г. он был избран заведующим кафедрой общей психологии факультета психологии МГУ, а в декабре 1999 г. в связи с болезнью перешёл по собственному желанию на должность профессора. Стал первым избранным (то есть не назначенным) заведующим этой ведущей и самой большой кафедры факультета психологии.
В 1964-1966 гг. был ученым секретарем XVIII Международного психологического конгресса, проводимого в Москве.
Стажировался в Гарварде у крупнейшего исследователя когнитивных процессов Дж. Брунера в 1970—1971.
Многие годы O.K. Тихомиров читал лекции по основному курсу «Общая психология», подготовил и прочел ряд спецкурсов, вёл большую методическую работу, написал три учебных пособия и учебник. Он всегда был окружен студентами и аспирантами, руководил их курсовыми, дипломными и диссертационными исследованиями. Под его руководством подготовлено более 30 кандидатских диссертаций, многие из его учеников стали докторами психологических наук.
Его университетскими учителями были: Б. В. Зейгарник, П. Я. Гальперин, А. Н. Леонтьев, А. Р. Лурия.
Уже во время учебы О. К. Тихомиров получил представление о теоретических взглядах и эмпирических результатах Л. С. Выготского (до 1956 г. публикации этого выдающегося мыслителя и экспериментатора находились под запретом). И в молодые и в зрелые годы О. К. Тихомиров проявил себя как его убеждённый последователь. Внес важный вклад в развитие культурно-исторической концепции, разработав теоретико-экспериментальные идеи преобразования высших психических функций с помощью новых психологических средств - компьютеризации интеллектуальной деятельности человека.

## Научная деятельность
О. К. Тихомиров считал общую психологию фундаментом всей психологической науки. Научную карьеру О. К. Тихомиров начал в области возрастной психологии (кандидатская диссертация «Роль речи в регуляции движений у детей дошкольного возраста» (1959), выполнена под руководством профессора А. Р. Лурия. Основным результатом исследования явилось выделение и описание стадий развития произвольных движений в онтогенезе), однако вскоре он стал изучать познавательные процессы и разрабатывать психологическую теорию мышления (докторская диссертация «Структура мыслительной деятельности» (1968). В этом исследовании разработана смысловая теория мышления: введено в психологию и рассмотрено представление об операциональных смыслах, позволяющее по-новому интерпретировать отдельные аспекты процесса творческого мышления). Тихомиров стал основателем смысловой теории мышления (СТМ). Представление мышления как системы динамических процессов, в которой объединены когнитивные и аффективные компоненты, которая функционирует в коммуникативном пространстве и в результате чего порождаются психологические новообразования (цели, смыслы и т. п.), выступающие индикатором творчества.
Развитием исследований по СТМ явилась книга «Эмоции и мышление» (1980 г., совместно с И. А. Васильевым и В. Л. Поплужным), в ней описаны экспериментально выявленные закономерности эмоциональной регуляции мыслительной деятельности. Книга переведена на немецкий и польский языки. Под редакцией O.K. Тихомирова был подготовлен и опубликован ряд коллективных монографий и сборников статей, посвященных проблемам творческой мыслительной деятельности, роли в ней процессов целеобразования и смысл ообразования.
Изданная в 1984 г. «Психология мышления» (переведена на английский язык), отражает современные научные представления о мышлении и является одним из основных учебников по курсу общей психологии. Тяжело болея в последние годы жизни, О. К. Тихомиров продолжал творческую работу в области психологии мышления, опубликовав совместно с учениками статьи в журнале «Вестник Московского университета» (1999) и в сборнике «Традиции и перспективы деятельностного подхода в психологии: школа А. Н. Леонтьева» (1999).
Тихомиров О. К. привнес свой новаторский взгляд и в теорию деятельностного подхода: использовав методику фиксации движения глаз, Тихомиров и ученики смогли установить новые феномены регуляции мыслительной деятельности, такие как рассогласование невербализованных и вербализованных операциональных смыслов, изменение структуры поиска в зависимости от преобладающей мотивации, а так же обосновали гипотезу о мышлении как деятельности. 
В теории деятельности Леонтьева мотив обладает такими функциями: побудительной и направляющей, смыслообразующей и стимулирующей. Тихомиров добавил еще одну функцию - структурирующую, которая порождает промежуточные цели деятельности, изменяет соотношение между осознанными и неосознанными предвосхищениями.
Так же О. К. Тихомиров занимался проблематикой целеобразования и взаимодействия человека и компьютера. В познании особенностей человеческого мышления и роли в этих процессах теоретической кибернетики вместе с компьютерными программами Тихомиров работал совместно с А. В. Брушлинским, который был его одногруппником и близким другом. Тихомиров написал отзыв на докторскую диссертацию А. В. Брушлинского «Психологический анализ мышления как прогнозирования», который в свою очередь был учеником С. Л. Рубинштейна.
Благодаря исследованиям 70-80-е гг. взаимодействие человека и компьютера было открыто новое направление — психология компьютеризации (психологические принципы проектирования систем информатики; психологическая оценка процесса компьютеризации и его последствий). Тихомиров не остался равнодушным к развитию кибернетики и научного направления, получившего название «искусственный интеллект». В работах O.K. Тихомирова поставлена актуальная проблема анализа психологических последствий компьютеризации, проведены эмпирические исследования и сформулированы положения и принципы, направленные на гуманизацию применения информационных технологий. O.K. Тихомиров был инициатором проведения в МГУ научной конференции «Психологические проблемы создания и использования ЭВМ» (1985), прошедшей на высоком научном уровне и ставшей заметным явлением в этой молодой научной области. Результаты проведенных O.K. Тихомировым и его школой исследований изложены в книгах «ЭВМ и новые проблемы психологии» (1986, совместно с Л. Н. Бабаниным), «Принятие интеллектуальных решений в диалоге с компьютером» (1990, совместно с Т. В. Корниловой), ряде коллективных монографий и сборников статей.
Важный вклад О. К. Тихомиров сделал в развитие и культурно-исторической концепции . 
Понимание психологических систем в смысловой теории также базировалось на концепции Л.С. Выготского. 
Теоретико-экспериментальная разработка идеи преобразования высших психических функций на основе использования принципиально новых психологических средств - в эпоху компьютеризации интеллектуальной деятельности человека

## Публикации
O.K. Тихомиров опубликовал свыше 200 научных трудов. Многие его работы переведены на иностранные языки, неоднократно докладывались на международных конгрессах и конференциях. O.K. Тихомиров выполнял ответственные функции ученого секретаря XVIII Международного конгресса психологов. Он был одним из наиболее известных за рубежом современных отечественных психологов, неоднократно был председателем и членом специализированных советов по защите кандидатских и докторских диссертаций, входил в редколлегии психологических журналов.
Будучи глубоко убежденным в значении общей психологии для образования студентов-психологов и для психологической науки в целом, O.K. Тихомиров уделял значительное внимание обсуждению методологических и историко-научных проблем. В учебном пособии «Понятия и принципы общей психологии» (1992) он провел глубокий анализ понятий «психика», «сознание», «бессознательное», «деятельность», «личность», рассмотрел перспективы расширения методологических основ психологии. С годами он стал проявлять все больший интерес к истории отечественной и мировой психологической науки. В то же время им были опубликованы работы, посвященные наиболее актуальным вопросам современной науки; его внимание привлекали перспективные концепции за пределами психологии. Так, с позиций психолога-методолога он проанализировал творческое наследие Н. Бердяева, К. Поппера и других выдающихся мыслителей прошедшего века. Перевел на русский язык книгу Дж. Брунера «Процесс обучения» (1962).

### Монографии и сборники
- Тихомиров О.К. Структура мыслительной деятельности человека (Опыт теоретического и экспериментального исследования). М.: Изд-во Моск. ун-та, 1969. 304 c
- Человек и компьютер / Под ред. О. К. Тихомирова. М., 1972.
- Человек и ЭВМ / Под ред. О. К. Тихомирова. М., 1973.
- Психологические исследования творческой деятельности / Под ред. О. К. Тихомирова. М., 1975.
- "Искусственный интеллект" и психология / Под ред. О. К. Тихомирова. М.:Наука, 1976. 342 с.
- Психологические механизмы целеобразования / Под ред. О. К. Тихомирова. М., 1977.
- Психологические исследования интеллектуальной деятельности / Под ред. О. К. Тихомирова. М., 1979.
- Васильев И.А, Поплужный В.Л., Тихомиров О.К. Эмоции и мышление. М.: Изд-во Моск. ун-та, 1980. - 193 с.
- Тихомиров О. К. Психология мышления: Учебное пособие. М., 1984; 2002.
- Тихомиров О.К., Бабанин Л.Н. ЭВМ и новые проблемы психологии. М.: Изд-во Моск. ун-та, 1986. 204 с.
- Психологические проблемы автоматизации научно-исследовательской деятельности / Под ред. О. К. Тихомирова, М. Г. Ярошевского. М., 1987.
- Корнилова Т.В., Тихомиров О.К. Принятие интеллектуальных решений в диалоге с компьютером. М.: Изд-во Моск. ун-та, 1990. 192 с.
- Тихомиров О.К. Понятия и принципы общей психологии. Учебное пособие для слушателей ФПК факультета психологии. М.: Изд-во Моск. ун-та, 1992. 85 с.
- Тихомиров О.К. Психология. Учебник / Науч. ред. О.В. Гордеева. М.: Высшее образование, 2006. 538 с.
- Тихомиров О.К. Лекции по психологии. М.: Юрайт, 2008. 589 с.

## Ученики
Азарян А. (Армения), Арестова О. Н., Бабаева Ю. Д., Бабанин Л. Н., Белавина И. Г., Березанская Н. Б., Большунов А. Я., Бибрих Р. Р., Бреслав Б. Г. (Латвия), Богданова Т. Г., И. А. Васильев, Васюкова Е. Е., Виноградов Ю. Е., А. Е. Войскунский, Гарбер И. Е., Гордеева О. В., Губанов А. В., Гурьева Л. П., Джакупов С. (Казахстан), В. В. Знаков, Зиновиева И. (Болгария), Клочко В. Е., Копина О. С., Т. В. Корнилова, Коршунов Ю. Г., Краснорядцева О. М., Лысенко Е. Е., Матюшкина А. А., Повякель Н. И. (Украина), О. Л. Свиблова, Соколова Л. А., Сухоруков А. С., Телегина Э. Д., Терехов В. А., Хусаинова Н. Р.